# Ted Budd
Theodore Paul Budd (Winston-Salem, 1971. október 21. –) amerikai üzletember és politikus, aki 2017 és 2023 között Észak-Karolina 13. körzetének képviselője volt az Amerikai Egyesült Államok Képviselőházában. A Republikánus Párt tagja, 2022-ben megválasztották az állam szenátorának, Cheri Beasley ellen. A visszavonuló Richard Burr helyét vette át.

## Karrierje

### Képviselőként
2021 februárjában Budd és még egy tucat republikánus nem szavazott és másokat jelöltek ki maguk helyett a Covid19-pandélmia miatt. Ennek ellenére részt vettek a Conservative Political Action Konferencián, amit a szavazásokkal egy időben tartottak. Egy etikai csoport ennek következtében a képviselők elleni nyomozás kezdeményezését kérte.

### Szenátorként

#### 2022-es választás
2021. április 23-án Budd elutazott Donald Trump Mar-a-Lago rezidenciájára, hogy megbeszélje vele esetleges jelöltségét. 2021. április 28-án hivatalosan is bejelentette, hogy indulni fog a republikánus jelölésért, a visszavonuló Richard Burr helyére. A republikánus állami konvención június 5-én, Donald Trump és Lara Trump beálltak az akkori képviselő mögé, az utóbbi szintén szóba került, mint egy jelölt a székre. Pat McCrory, az állam korábbi kormányzója azt mondta, hogy nem fog visszalépni, annak ellenére, hogy Trump a másik jelöltet támogatja.
2022. május 17-én megnyerte az előválasztást, majd november 8-án a választást, Cheri Beasley ellen.

## Választási eredmények

### Előválasztások
| Párt     | Jelölt            | Szavazatok | %      |
| -------- | ----------------- | ---------- | ------ |
|          | Ted Budd          | 6 340      | 20,0%  |
|          | John Blust        | 3 308      | 10,4%  |
|          | Hank Henning      | 3 289      | 10,4%  |
|          | Julia Howard      | 3 254      | 10,3%  |
|          | Matthew McCall    | 2 872      | 9,1%   |
|          | Andrew Brock      | 2 803      | 8,8%   |
|          | További 11 jelölt | 9 840      | 31,0%  |
| Összesen | Összesen          | 31 706     | 31 706 |

2018-ban és 2020-ban nem tartottak előválasztást Észak-Karolina 13. körzetében.
| Párt     | Jelölt              | Szavazatok | %       |
| -------- | ------------------- | ---------- | ------- |
|          | Ted Budd            | 444 829    | 58,6%   |
|          | Pat McCrory         | 186 586    | 24,6%   |
|          | Mark Walker         | 70 100     | 9,2%    |
|          | Marjorie K. Eastman | 22 276     | 2,9%    |
|          | További 10 jelölt   | 35 348     | 4,7%    |
| Összesen | Összesen            | 759 139    | 759 139 |

### Szövetségi választások
| Párt     | Jelölt      | Szavazatok | %       |
| -------- | ----------- | ---------- | ------- |
|          | Ted Budd    | 199 443    | 56,1%   |
|          | Bruce Davis | 156 049    | 43,9%   |
| Összesen | Összesen    | 355 492    | 355 492 |

| Párt     | Jelölt         | Szavazatok | %       |
| -------- | -------------- | ---------- | ------- |
|          | Ted Budd       | 147 570    | 51,5%   |
|          | Bruce Davis    | 130 402    | 45,5%   |
|          | Tom Bailey     | 5 513      | 1,9%    |
|          | Robert Coriher | 2 831      | 1,0%    |
| Összesen | Összesen       | 286 316    | 286 316 |

| Párt     | Jelölt        | Szavazatok | %       |
| -------- | ------------- | ---------- | ------- |
|          | Ted Budd      | 267 181    | 68,2%   |
|          | Scott Huffman | 124 684    | 31,8%   |
| Összesen | Összesen      | 391 865    | 391 865 |

| Párt             | Jelölt           | Szavazatok | %       |
| ---------------- | ---------------- | ---------- | ------- |
|                  | Ted Budd         | 1 887 701  | 50,7%   |
|                  | Cheri Beasley    | 1 753 203  | 47,1%   |
|                  | Shannon Bray     | 50 727     | 1,4%    |
|                  | Matthew Hoh      | 29 117     | 0,8%    |
| Egyéb szavazatok | Egyéb szavazatok | 2 477      | 0,1%    |
| Összesen         | Összesen         | 391 865    | 391 865 |